# Le Chocolat des Français
Le chocolat des Français est une marque de chocolats appartenant à la société : Les Gourmandises des Français.

## Histoire
L'entreprise est fondée en 2014 par Matthieu Escande, Paul-Henri Masson et Vincent Muraire.

## Produits
Les produits, fabriqués dans plusieurs ateliers de l'Hexagone, sont revendus dans 500 points de vente. Les tablettes artisanales sont illustrées par plus de quatre cents artistes,.
- Espoir du chocolat au Salon du Chocolat
- D&AD (en)
- Gold Pentawards
- Concours Baby Brand